# Дубов, Иван Васильевич
Иван Васильевич Дубов (16 сентября 1924, Рязанская губерния — 15 декабря 2001, Пермская область) — советский военнослужащий, полный кавалер ордена Славы.

## Биография

Бюст Ивана Васильевича Дубова в городе Чайковский

Родился 16 сентября 1924 года в селе Пальные ныне Рыбновского района Рязанской области. Член ВКП(б) с 1945 года. Окончил начальную школу и специальные курсы, работал электриком-мотористом на Первомайском торфопредприятии в Балахнинском районе Нижегородской области.
В Красной Армии с августа 1942 года. В боях Великой Отечественной войны с февраля 1943 года. Участвовал в боях на Курской дуге, освобождал Украину, Румынию, Польшу.
Пулемётчик 74-го отдельного мотоциклетного батальона старший сержант И. В. Дубов в июле 1944 года при освобождении деревни Консковоля внезапно ворвался в расположение врага и сразил 4-х противников. Приказом командира корпуса от 5 августа 1944 года награждён орденом Славы 3-й степени.
Действуя в том же боевом составе, в марте 1945 года под населённым пунктом Гольдбек с экипажем бронетранспортёра уничтожил свыше десяти вражеских солдат, три повозки с боеприпасами и снаряжением. Приказом по 2-й гвардейской танковой армии от 14 апреля 1945 года награждён орденом Славы 2-й степени.
29 апреля 1945 года экипаж бронетранспортёра под его командованием получил приказ захватить и удержать мост через канал в городе Альт-Теплиц. Сбив заслон, они достигли мост, но были обстреляны фаустниками и пулемётчиками с противоположного берега. И. В. Дубов отвёл машину в укрытие, а сам с двумя разведчиками незаметно для противников перебрался на тот берег и вступил в бой с противником. При этом они перерезали провода, идущие к заложенной под мостом взрывчатки. Экипаж удерживал переправу до подхода наших бойцов и обеспечивал их прикрытие при форсировании водной преграды. В ходе боя было убито около двадцати противников. Лично уничтожил шесть вражеских солдат. Указом Президиума Верховного Совета СССР от 15 мая 1946 года за мужество, отвагу и героизм награждён орденом Славы 1-й степени.
В 1947 году демобилизован в звании старшины. Работал на строительстве Кременчугской и Воткинской электростанций. Жил и работал в городе Чайковский Пермской области, возглавлял участок Гидроспецстроя, был начальником Воткинского участка Уралспецуправления «Союзгидроспецстрой». За успехи в труде награждён медалью «За трудовую доблесть». Последние годы жил в посёлке Марковский, Чайковского района.
Скончался 12 декабря 2001 года.
Был награждён тремя орденами Славы, орденом Отечественной войны 1-й степени, медалями.
Имя И. В. Дубова присвоено средней школе в посёлке Марковский Чайковского района Пермской области. На доме, где он жил, открыта мемориальная доска. В городе Чайковский установлен бюст. В посёлке Марковский проводится ежегодный турнир по волейболу на кубок имени полного кавалера орденов Славы Ивана Васильевича Дубова.